# Malungs församling
Malungs församling är en församling i Norra Dalarnas kontrakt i Västerås stift. Församlingen ligger i Malung-Sälens kommun i Dalarnas län och utgör ett eget pastorat.
Malungs församling var den första som tillämpade konfirmationsläsning enligt metoden De 70 stegen, som sedan har fått vidare spridning i landet.

## Administrativ historik
Församlingen utbröts mycket tidigt ur Mora församling och troligen på 1200-talet utbröts Lima församling. Omkring 1815 inrättades Tyngsjö församling som ett kapellag med egen kyrkobokföring. Kapellaget upplöstes 5 maj 1922, men hade dock sin egen församlingskod (202301) till 1977, när resten av församlingen hade 202302.
Församlingen ingick tidigt i pastorat med Mora församling som moderförsamling för att från 1400-talet till 8 september 1616 vara moderförsamling i pastoratet Malung och Lima. Från 1616 utgör församlingen ett eget pastorat.

## Kyrkoherdar
| Ämbetstid | Namn                                       | Levnadstid | Övrigt                                   |
| --------- | ------------------------------------------ | ---------- | ---------------------------------------- |
| 1476      | Canutus                                    |            |                                          |
| 1490      | Joannes                                    |            |                                          |
| 1500      | Ericus                                     |            |                                          |
| 1505      | Jacobus                                    |            |                                          |
| 1527      | Olaus                                      |            |                                          |
| 1542      | Canutus                                    |            |                                          |
| 1546–1566 | Sweno Johannis                             |            |                                          |
| 1566–1617 | Hermannus Pauli                            | –1617      |                                          |
| 1617–1625 | Georgius Danielis Wikaeus                  | 1586–      |                                          |
| 1625–1665 | Laurentius Andreae Fahlander Cuprimontanus | 1580–1665  |                                          |
| 1665–1682 | Andreas Laurentii Fahlander                | 1614–1682  | Kontraktsprost.                          |
| 1684–1702 | Georgius Johannis Salinus                  | 1644–1702  |                                          |
|           | Olof Kumblaeus                             |            | Senare kyrkoherde i Rättviks församling. |
| 1720–1749 | Widich Harkman                             | 1675–1749  |                                          |
| 1750–1768 | Daniel Godenius                            | 1702–1768  |                                          |
| 1769–1773 | Zacharias Körsner                          | 1727–1773  | Kontraktsprost.                          |
| 1774–1800 | Daniel Swedelius                           | 1734–1800  |                                          |
| 1803–1807 | Daniel Godenius                            | 1741–1807  |                                          |
| 1810–     | Eric Welander                              |            | Senare kyrkoherde i Möklinta församling. |
| 1816–1850 | Daniel Godenius                            | 1782–1850  |                                          |
| 1852–1875 | Gustaf Thunblad                            | 1802–1875  | Kontraktsprost.                          |
| 1878–     | Erik Hedvall                               | 1847–      |                                          |

## Kyrkobyggnader
- Fors kapell
- Tyngsjö kyrka
- Malungs kyrka
- Yttermalungs kapell
- Öje kapell